# Nikolaj Majorov

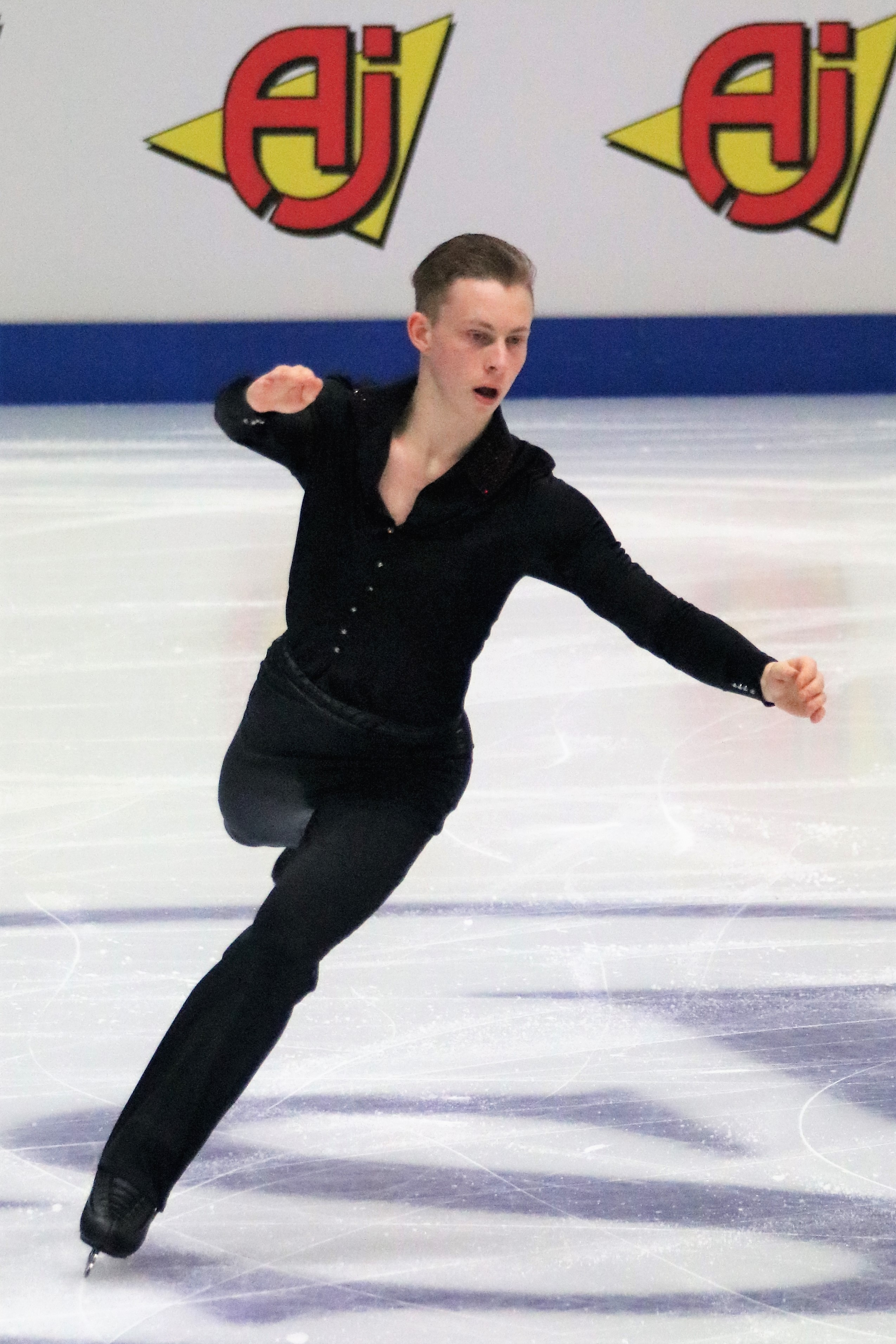
Nikolaj Majorov

Nikolaj Majorov, född 18 augusti 2000 i Luleå, är en svensk konståkare. Han tävlar för Norrköpings Konståkningsklubb.

## Biografi
Majorov är uppvuxen i Luleå. Han är son till Alexander Majorov och Irina Majorova och bror till den före detta konståkaren Alexander Majorov. Hans far var på 1970-talet medlem av det sovjetiska konståkningslandslaget och modern har varit balettdansös. 
I januari 2022 blev Majorov och Josefin Taljegård uttagna av Sveriges Olympiska Kommitté till olympiska vinterspelen 2022 i Peking. Majorov tävlade i herrarnas singelåkning och slutade på 20:e plats i det korta programmet, vilket gjorde att han kvalificerade sig för det fria programmet.